# Великий Табор
46°08′56.4″ пн. ш. 15°40′12″ сх. д. / 46.149000° пн. ш. 15.67000° сх. д.

Великий Табор (хорв. Veliki Tabor) — старовинний замок на північному заході Хорватії, історико-архітектурний комплекс ХІІ—XVI століть.
Розташований на верхівці пагорбу (219 метрів над рівнем моря), поряд з містом Десинич. Займає площу близько 3 340 м².
Замок оточений фортечними мурами, з прибудованими до них у різний час вежами. Головна п'ятикутна башта була зведена в середині XII століття, решта ж — напівкруглі вежі прибудували в середині XV століття.
У каплиці замку, що розташовується на першому поверсі, зберігається череп легендарної Вероніки Десинич, страченої в середині XV століття за перелюб з молодим аристократом.

## Історія
Замок Великий Табор був побудований на початку XII століття. Сучасного архітектурного вигляду замок набув у XVI столітті.
Згідно з останніми дослідженнями, вважається, що замок будували і він був родовим гніздом впливової хорватської аристократичної родини Раткаїв (Ratkaj), переданий їм у 1502 році баном Іванішем Корвіном, і залишався в їх володінні до 1793 року.
З 1927 до 1935 року замок належав хорватському живописцю Отону Івековичу.
У теперішній час замок Великий Табор є музеєм, експозиція якого включає зібрання старовинної зброї, твори образотворчого мистецтва, а також витвори середньовічної гончарної та ковальської майстерності.
Починаючи з 2002 року замок став місцем проведення міжнародного фестивалю короткометражних фільмів.
З 2008 року Великий Табор перебуває на реставрації і закритий для відвідування.

## Уродженці
- Юрай Раткай (1612—1666),  хорватський історик, письменник, церковний діяч
- Іван Раткай (1647—1683), хорватський єзуїт, мандрівник, місіонер, дослідник і картограф